# Abantiades

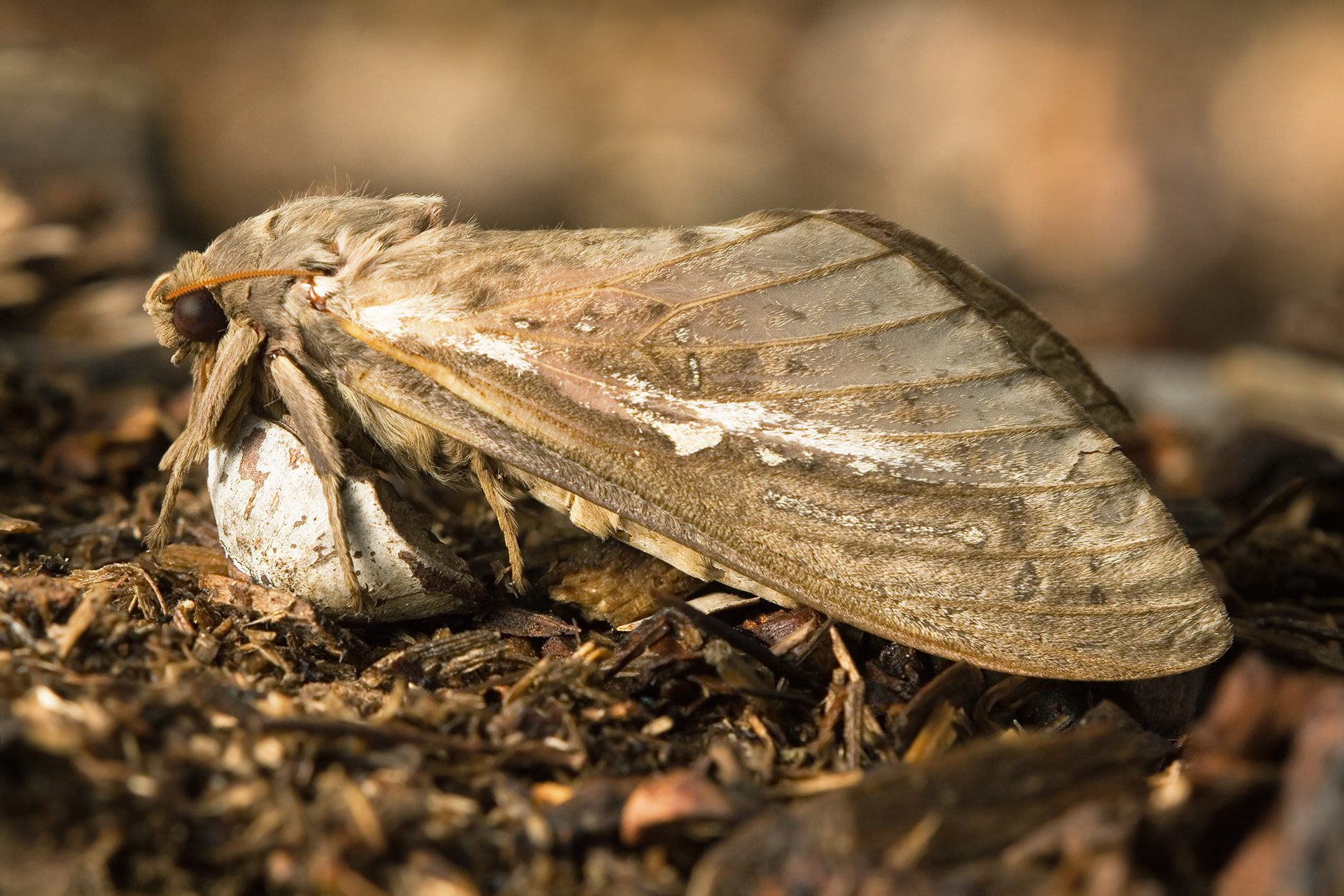
bướm đêm Pindi (A. latipennis), Tasmania

Abantiades là một chi bướm đêm trong họ Hepialidae. Có 14 loài được mô tả, tất cả đều được tìm thấy ở Úc. Nhóm này gồm những con bướm lớn với sải cánh lên đến 160 mm. Ấu trùng ăn rễ cây Eucalyptus và các loài cây khác.

## Các loài
Danh sách các loài:
- Abantiades albofasciatus
- Abantiades aphenges
- Abantiades argyrosticha[4]
- Abantiades atripalpis[4]
- Abantiades aurilegulus
- Abantiades barcas
- Abantiades barnardi[4]
- Abantiades fulvomarginatus
- Abantiades hyalinatus (nam Queensland đến Tasmania)
- Abantiades hydrographus
- Abantiades labyrinthicus (bờ biển phía Đông, nam Queensland đến Tasmania)
- Abantiades latipennis (Victoria và Tasmania)
- Abantiades leucochiton
- Abantiades magnificus (đông Victoria và New South Wales)
- Abantiades marcidus
- Abantiades ocellatus
- Abantiades penneshawensis
- Abantiades sericatus